# Тімарет
Тімарет (грец. Τιμαρέτη) (або Таміріс, Тамаріс, Тамар; V ст. до н. е.) — давньогрецька художниця.
Була дочкою художника Мікона Молодшого з Афін. За словами Плінія Старшого, Тімарет «зневажала жіночі обов'язки та займалася мистецтвом свого батька». За часів Архелая I Македонського була  відома завдяки своєму панно із зображенням богині Діани, яке зберігалося в Ефесі. Хоча зображення не збереглося, воно знаходилося в Ефесі протягом багатьох років.
Тімарете була однією з шести античних художниць, яких було згадано в «Природничій історії» Плінія Старшого у 77 р. н. е.: Тімарете, Ірен, Каліпсо, Арістарете, Іая, Олімпія. Пізніше про них згадується в книзі Боккаччо De mulieribus claris.

## Першоджерела
- Пліній Старший Природнича історія xxxv.35.59, 40.147 [Архівовано 27 лютого 2021 у Wayback Machine.] .

## Вторинні джерела
- Чедвік, Уітні. Жінки, мистецтво та суспільство. Темза і Хадсон, Лондон, 1990.
- Гарріс, Енн Сазерленд та Лінда Нохлін. Художниці: 1550—1950. Музей мистецтв округу Лос-Анджелес, Нопф, Нью-Йорк, 1976.